# 백민로
백민로(Baengmin-ro)는 경상남도 밀양시 내이동 시청서문사거리 에서 내이동를 잇는 도로이다.

## 주요 경유지
경상남도
- 밀양시 (내이동)

## 노선
| 이름                | 접속 노선                | 소재지        | 소재지        | 비고          |
| 시청로와 직결       | 시청로와 직결            | 시청로와 직결 | 시청로와 직결 | 시청로와 직결 |
| ------------------- | ------------------------ | ------------- | ------------- | ------------- |
| 시청서문사거리      | 국도 제24호선 (밀양대로) | 밀양시        | 내이동        |               |
| (이름없음)          | 북성로                   | 밀양시        | 내이동        |               |
| 내이동육거리 (회전) | 중앙로 내이1길           | 밀양시        | 내이동        |               |
| (이름없음)          | 약산로                   | 밀양시        | 내이동        |               |

## 주요 건물 및 시설
- 뚜레쥬르 밀양내이동점 (백민로 81/내이동 1654-13)
- 신협 밀양신협 365자동화코너 (백민로 71/내이동 1565-7)
- 삼성스토어 밀양점 (백민로 68/내이동 1571-1)
- 기아자동차 밀양지점 (백민로 69/내이동 1572-8)